# Shahrestān di Shush
Lo shahrestān di Shush (farsi شهرستان شوش) è uno dei 26 shahrestān del Khūzestān, in Iran. Il capoluogo è Shush. Lo shahrestān è suddiviso in 3 circoscrizioni (bakhsh):
- Centrale (بخش مرکزی), con le città di Shush e Horr.
- Shavur (بخش شاوور), con la città di Alvan.
- Fath Olmobin (بخش فتح‌المبین)